# Waterbasket
Il waterbasket o pallacanestro acquatica è uno sport di squadra che combina elementi di pallacanestro e di pallanuoto.
È uno sport diffuso a livello amatoriale in Europa (in particolar modo in Italia e Slovenia), Stati Uniti d'America e Brasile. Le regole differiscono leggermente da paese a paese.